# Campanuleae
Campanuleae je tribus zvončika (Campanulaceae), dio potporodice Campanuloideae. Pripada joj 37 rodova. Tipični je zvončić. 

## Rodovi
1. Edraianthus A. DC. (21 spp.)
2. Jasione L. (15 spp.)
3. Musschia Dumort. (3 spp.)
4. Azorina (Watson) Feer (1 sp.)
5. Theodorovia Kolak. (1 sp.)
6. Campanula L. (429 spp.)
7. Eastwoodiella Morin (1 sp.)
8. Palustricodon Morin (1 sp.)
9. Poolea Morin (1 sp.)
10. Protocodon Morin (1 sp.)
11. Ravenella Morin (4 spp.)
12. Rotanthella Morin (1 sp.)
13. Smithiastrum Morin (2 spp.)
14. Campanulastrum Small (1 sp.)
15. Favratia Feer (1 sp.)
16. Hayekia Lakusic ex D. Lakusic, Shuka & Eddie (1 sp.)
17. Zeugandra P. H. Davis (2 spp.)
18. Adenophora Fisch. (60 spp.)
19. Hanabusaya Nakai (1 sp.)
20. Muehlbergella Feer (1 sp.)
21. Sachokiella Kolak. (1 sp.)
22. Peracarpa Hook. fil. & Thomson (1 sp.)
23. Homocodon D. Y. Hong (2 spp.)
24. Legousia Durande (7 spp.)
25. Triodanis Raf. (6 spp.)
26. Heterocodon Nutt. (1 sp.)
27. Githopsis Nutt. (4 spp.)
28. Melanocalyx (Fed.) Morin (1 sp.)
29. Asyneuma Griseb. & Schenk (35 spp.)
30. Cryptocodon Fed. (1 sp.)
31. Petromarula Vent. ex R. Hedw. (1 sp.)
32. Cylindrocarpa Regel (1 sp.)
33. Sergia Fed. (2 spp.)
34. Phyteuma L. (21 spp.)
35. Physoplexis (Endl.) Schur (1 sp.)
36. Michauxia L´Hér. (7 spp.)
37. Trachelium L. (2 spp.)